# Doug Honegger
Doug Honegger, né le 24 février 1968 à Montréal au Québec, est un joueur professionnel de hockey sur glace canado-suisse. Il a évolué au poste de défenseur dans le championnat de Suisse de hockey sur glace et en équipe nationale.

## Carrière de joueur
Doug Honegger est le petit-neveu du compositeur suisse Arthur Honegger.
Comme de nombreux autres jeunes joueurs canadiens avec un passeport suisse, Honegger a utilisé cette possibilité pour que son hobby devienne sa profession en Suisse. À ses débuts en LHJMQ, il a joué aux  Olympiques de Hull avec comme coéquipiers entre autres Luc Robitaille.
En Suisse, il a joué pour Ambri, Sierre, Lugano, Gottéron et Davos.
Durant sa carrière internationale, il a participé aux Jeux olympiques d'hiver de 1992 et à plusieurs Championnat du monde de hockey sur glace.
Après sa carrière de joueur en 1996, il est devenu agent de joueurs.

## Statistiques
| Saison     | Équipe               | Ligue      |     | Saison régulière | Saison régulière | Saison régulière | Saison régulière | Saison régulière |   | Séries éliminatoires | Séries éliminatoires | Séries éliminatoires | Séries éliminatoires | Séries éliminatoires |
| Saison     | Équipe               | Ligue      | PJ  | B                | A                | Pts              | Pun              | PJ               | B | A                    | Pts                  | Pun                  |                      |                      |
| 1985-1986  | Olympiques de Hull   | LHJMQ      | 71  | 4                | 33               | 37               | 107              | 15               | 3 | 9                    | 12                   | 2                    |                      |                      |
| 1986-1987  | HC Ambri-Piotta      | LNA        | 28  | 2                | 4                | 6                | 42               |                  |   |                      |                      |                      |                      |                      |
| 1987-1988  | HC Ambri-Piotta      | LNA        | 31  | 2                | 11               | 13               | 32               | 6                | 1 | 3                    | 4                    | 6                    |                      |                      |
| 1988-1989  | HC Ambri-Piotta      | LNA        | 36  | 3                | 4                | 7                | 52               | 6                | 0 | 0                    | 0                    | 9                    |                      |                      |
| 1989-1990  | HC Ambri-Piotta      | LNA        | 14  | 0                | 2                | 2                | 8                |                  |   |                      |                      |                      |                      |                      |
| 1990-1991  | HC Sierre            | LNA        | 30  | 9                | 11               | 20               | 53               | 10               | 3 | 4                    | 7                    | 21                   |                      |                      |
| 1991-1992  | HC Lugano            | LNA        | 32  | 4                | 10               | 14               | 55               | 4                | 0 | 2                    | 2                    | 9                    |                      |                      |
| 1992-1993  | HC Lugano            | LNA        | 36  | 2                | 8                | 10               | 71               | 8                | 0 | 3                    | 3                    | 10                   |                      |                      |
| 1993-1994  | HC Fribourg-Gottéron | LNA        | 34  | 7                | 16               | 23               | 28               | 11               | 1 | 3                    | 4                    | 16                   |                      |                      |
| 1994-1995  | HC Fribourg-Gottéron | LNA        | 33  | 4                | 10               | 14               | 54               | 6                | 0 | 4                    | 4                    | 0                    |                      |                      |
| 1995-1996  | HC Davos             | LNA        | 34  | 2                | 13               | 15               | 36               | 5                | 0 | 1                    | 1                    | 0                    |                      |                      |
| Totaux LNA | Totaux LNA           | Totaux LNA | 308 | 35               | 89               | 124              | 431              | 56               | 5 | 20                   | 25                   | 71                   |                      |                      |